# Luc Bertrand
Luc Jacques Léon César baron Bertrand (Leopoldstad, 14 februari 1951) is een Belgisch ondernemer en bestuurder. Hij was van 1996 tot 2016 CEO en sinds 2016 voorzitter van de holding Ackermans & van Haaren.

## Levensloop
Luc Bertrand liep school bij de jezuïeten van het Onze-Lieve-Vrouwecollege te Antwerpen. In 1974 behaalde hij het diploma van handelsingenieur aan de Katholieke Universiteit Leuven.
In 1975 trouwde hij met Fabienne Ackermans met wie hij drie kinderen kreeg, onder wie politica Alexia Bertrand.

### Carrière
Bertrand begon zijn carrière in 1974 bij Bankers Trust. Hij werkte voor de onderneming in New York, Londen en Amsterdam. In 1980 werd hij er vicepresident. In 1986 beëindigde hij er zijn loopbaan als Regional Sales Manager North Europe op de afdeling Corporate Finance in Londen.
Sinds 1985 is hij bestuurder van de holding Ackermans & van Haaren. Van 1986 tot 1990 was hij er financieel directeur en van 1990 tot 1995 directeur-generaal. In 1996 werd hij voorzitter van het directiecomité van de holding. In mei 2016 liet hij deze functie aan Jan Suykens over en volgde hij zelf Jacques Delen als voorzitter van de raad van bestuur op. Bij de bedrijven waar Ackermans & van Haaren een meerderheidsaandeelhouder is, werken 20.000 werknemers. Vanuit die positie plaatste Bertrand regelmatig zijn mening in de pers. In september 2012 kreeg zijn aanklacht tegen de belastingverhogingen van de regering-Di Rupo in de zakenkrant De Tijd zeer grote weerklank. In mei 2013 becommentarieerde hij in Knack de loonkloof van België tegen de buurlanden. In mei 2014 discussieerde hij over het overheidsbeleid met PS'er Jean-Pascal Labille in een interview met De Standaard.
Bertrand bekleedt of bekleedde als CEO en voorzitter van Ackermans & van Haaren diverse bestuursmandaten bij ondernemingen die deel uitmaakten van de holding. Zo is hij voorzitter van baggermaatschappij DEME, plantageholding SIPEF en bouwgroep CFE, en bestuurder van Delen Private Bank, Bank J. Van Breda en Co en de Britse vermogensbeheerder JM Finn. Hij was tevens voorzitter van Bank Delen & de Schaetzen en bestuurder van vastgoedonderneming Atenor, investeringsmaatschappij AXE Investments, restaurantgroep Groupe Flo, havenprojectontwikkelaar Rent-A-Port, durfkapitaalvehikel Sofinim, vastgoedgroep Agridec, de Britse plastiekverpakkingsgroep Cope Allman, brouwerij Alken-Maes, fastfoodketen Quick, bagageafhandelaar Aviapartner, luchthavenuitbater BIAC, uitzendgroep Solvus, olie-exploratiegroep Forasol-Foramer, producent van synthetische schuimen NMC, vastgoedgroep Leasinvest, bouwgroep Van Laere, automatiseringsbedrijf Egemin, detailhandelketen GIB Group, vastgoedontwikkelaar Extensa Group, chemieverdeler Manuchar en Groupe Financière Duval.
Hij bekleedt of bekleedde ook mandaten als onafhankelijk bestuurder bij de bank ING België, de Britse vermogensbeheerder Schroders en Fortis Private Equity, televisiemaatschappij VTM, de Bank Indosuez België, de Generale Bank en luchtvaartmaatschappij Virgin Express.
Verder is of was Bertrand:
- voorzitter van GUBERNA, het Instituut voor Bestuurders
- voorzitter van de vzw Middelheim Promotors
- regent van het Museum Mayer van den Bergh
- voorzitter van het International Institute of Cellular and Molecular Pathology (Instituut de Duve)
- bestuurder van het Instituut voor Tropische Geneeskunde
- bestuurder van werkgeversorganisatie Voka
- bestuurder van FBNet
- bestuurder van cultuurfestival Europalia
- bestuurder van de Katholieke Universiteit Leuven (tot 2020)
- lid van de adviesraad van INSEAD België
- lid van de algemene raad van de Vlerick Leuven Gent Management School
- erevoorzitter van de Cercle de Lorraine

## Eerbetoon
- Ankerprijs
- Manager van het Jaar 1991[5]
- Bij adelbrieven van 16 juni 2006 werd hij vanwege zijn verdiensten verheven in de erfelijke Belgische adel met de persoonlijke titel van baron.[6]